# Gespanna pectoralis
Gespanna pectoralis là một loài bướm đêm trong họ Noctuidae.